# Сколециды
Сколеци́ды (лат. Scolecida) — инфракласс кольчатых червей из подкласса Sedentaria класса многощетинковых. В основном они неизбирательные детритофаги.

## Характеристики
У сколецид есть параподии с симметричными ветвями. Голова не имеет придатков или щупиков и обычно коническая, хотя у Scalibregmatidae она имеет Т-образный кончик, а у Paraonidae есть одна центральная антенна. У представителей некотрых семейств иногда есть несколько крошечных глазных пятен. Пищевод выворачивается, образуя мешковидный хоботок, который может иметь несколько пальцевидных долей. Передние сегменты и их придатки все одинаковые. Нотоподии и невроподии состоят из неразветвленных капиллярных хет, иногда с крючками. У Cossuridae есть одна центральная жабра на переднем сегменте, а у представителей некоторых других семейств бывают простые сегментированные жабры.

## Систематика
Семейства Arenicolidae, Capitellidae и Maldanidae ранее входили в отряд Capitellida. В настоящее время они включены в инфракласс Scolecida вместе с Cossuridae, Orbiniidae, Opheliidae, Paraonidae и Scalibregmatidae. Эта клада, вероятно, не является естественной группой и, вероятно, будет пересмотрена в будущем.

## Классификация
По данным WoRMS, на ноябрь 2016 г. в инфраклассе насчитывается 9 семейств:
- Arenicolidae Johnston, 1835
- Capitellidae Grube, 1862
- Cossuridae Day, 1963
- Maldanidae Malmgren, 1867
- Opheliidae Malmgren, 1867
- Orbiniidae Hartman, 1942
- Paraonidae Cerruti, 1909
- Scalibregmatidae Malmgren, 1867
- Travisiidae Hartmann-Schröder, 1971